# Eudemopsis
Eudemopsis là một chi bướm đêm thuộc phân họ Olethreutinae, họ Tortricidae Tortricidae.

## Các loài
- Eudemopsis albopunctata Liu & Bai, 1982
- Eudemopsis brevis Liu & Bai, 1982
- Eudemopsis flexis Liu & Bai, 1982
- Eudemopsis heteroclita Liu & Bai, 1982
- Eudemopsis kirishimensis Kawabe, 1974
- Eudemopsis polytrichia Liu & Bai, 1985
- Eudemopsis pompholycias (Meyrick, in Caradja & Meyrick, 1935)
- Eudemopsis purpurissatana (Kennel, 1901)
- Eudemopsis ramiformis Liu & Bai, 1982
- Eudemopsis tokui Kawabe, 1974
- Eudemopsis toshimai Kawabe, 1974